# Стрихарчук Зоя Романівна
Стрихарчук Зоя Романівна (нар. 1 квітня 1951, с. Сіянці Острозького району Рівненської області) — українська письменниця. Член Національної Спілки журналістів, член Української Асоціації письменників на Хмельниччині.

## Біографічні дані
Народилася в невеличкому хутірці, в селянській родині. З 1968 по 1971 рік навчалася в Дубнівському училищі культури на режисерському відділі, згодом закінчила і Рівненський інститут культури. Працювала кореспондентом у районній газеті міста Дубно. А через декілька років — за спеціальністю (режисером). У 1986 році переїхала на постійне проживання в м. Славута. Працювала режисером народного театру районного будинку культури. На жаль, у 1988 році потрапила в автомобільну аварію і, перенісши надто багато складних операцій, стала інвалідом та їй довелося залишити роботу. Писати поетичні та прозові твори почала ще з дитинства, друкуючись в місцевій, обласній та республіканській пресі. Написала понад тридцять пісень та романсів, які ж сама виконує.

## Творчість
Автор збірок, оповідань, віршів, бувальщин, гуморесок та етюдів.
- «Криниця долі» (1994);
- «Сто та одна гумореска Зої Стрихарчук» (1998;
- «Земні гріхи наші» (2012).

## Нагороди та відзнаки
Переможець Всеукраїнської акції «Зоря надії»;
Диплом Міністерства культури України(2003);